# Bruce Springsteen with the Sessions Band: Live in Dublin
Bruce Springsteen with the Sessions Band: Live in Dublin è un album live di Bruce Springsteen registrato a Dublino nel novembre del 2006 insieme alla Seeger Session.

## Storia
Durante il tour avvenuto nel 2006 per promuovere l'uscita dell'album We Shall Overcome: The Seeger Sessions, vennero registrati in formato audio e video i tre concerti che Bruce Springsteen e il suo gruppo tennero al Point Theatre di Dublino, in Irlanda. L'album è una raccolta di brani che furono eseguiti nei tre diversi spettacoli; Live in Dublin venne pubblicato in formato CD, DVD e Blu - Ray; nell'edizione limitata deluxe, l'album contiene 2 CD e il DVD.

## Tracce

### Disco 1
1. Atlantic City
2. Old Dan Tucker
3. Eyes on the Prize
4. Jesse James
5. Further On (Up The Road)
6. O Mary don't you Weep
7. Erie Canal
8. If I Should Fall Behind
9. My Oklahoma Home
10. Highway Patrolman
11. Mrs McGrath
12. How can a Poor Man stand such times and live
13. Jacob's Ladder

### Disco 2
1. Long Time Comin
2. Open All Night
3. Pay Me My Money Down
4. Growin' Up
5. When the Saints Go Marching In
6. This Little Light of Mine
7. American Land
8. Blinded by the Light
9. Love of the Common People
10. We Shall Overcome

## Formazione
- Bruce Springsteen - voce, chitarra, armonica
- Patti Scialfa - chitarra, cori
- Marc Anthony Thompson - chitarra, cori
- Frank Bruno - chitarra, cori, percussioni
- Greg Liszt - banjo, cori
- Marty Rifkin - pedal steel guitar, chitarra resofonica, mandolino
- Sam Bardfeld - violino, cori
- Soozie Tyrell - violino, cori
- Charles Giordano - fisarmonica, pianoforte, organo, cori
- Jeremy Chatzky - basso, contrabbasso
- Larry Eagle - batteria, percussioni
- Curt Ramm - tromba, cori, percussioni
- Clark Gayton - trombone, cori, percussioni
- Art Baron - sousafono, trombone, penny whistle, eufonio, mandolino
- Ed Manion - sax, cori, percussioni
- Curtis King Jr. - cori, percussioni
- Lisa Lowell - cori, percussioni
- Cindy Mizelle - cori, percussioni